# Colin Campbell (geoloog)

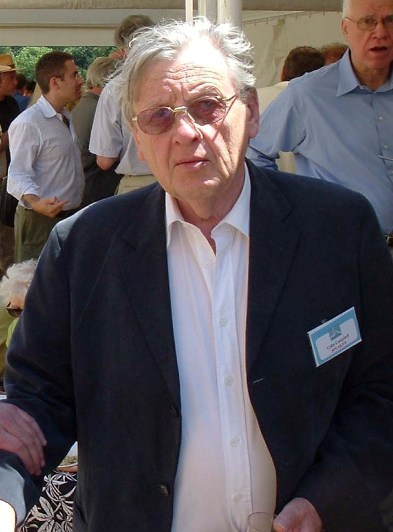
Colin Campbell

Colin John Campbell (Berlijn, 24 juli 1931 – Ballydehob, 13 november 2022) was een Ierse geoloog, die voorspelde dat de olieproductie vanaf 2007 zou gaan dalen en de prijzen daardoor drastisch zouden gaan stijgen.
Na zijn studies in Oxford zocht Campbell sinds 1957 wereldwijd naar olie in opdracht van Shell, BP/Amoco, Fina en Statoil. Nadien stichtte hij de Association for the Study of Peak Oil and Gas (ASPO), een internationaal onderzoekscentrum dat de olie- en gasvoorraden in kaart brengt. Campbell meende dat de OPEC oncontroleerbare, overdreven olievoorraden opgaf.
Campbell overleed op 91-jarige leeftijd.